# NGC 684

NGC 684

NGC 684 هي مجرة تتبع كوكبة المثلث. اكتشفها ويليام هيرشل في 26 أكتوبر 1786.

## روابط خارجية
- NGC 684 على موقع ويكي سكاي: DSS2, SDSS, GALEX, IRAS, Hydrogen α, X-Ray, Astrophoto, Sky Map, Articles and images